# نادي النهضة (ليبيا)
نادي النهضة نادي كرة قدم ليبي. يلعب في الدوري الليبي الدرجة الثانية. شارك في كأس ليبيا (كأس الفاتح) في المواسم 2006- 07، 2013- 14، 2021- 22.
1. ↑  "كووورة: الموقع العربي الرياضي الأول". www.kooora.com. اطلع عليه بتاريخ 2022-12-14.